# Juan Guillermo Gutiérrez
Juan Guillermo Gutiérrez Strauss (Quetzaltenango, 1 de marzo de 1956) es un empresario, político y economista guatemalteco, fue candidato a la Presidencia de Guatemala durante las elecciones de 2011 y en las de 2015 y es presidente y cofundador del grupo empresarial XELA ENTERPRISES LTD., una corporación guatemalteco-canadiense.

## Biografía
Nacido en Guatemala el 1 de marzo de 1956. Es hijo de Juan Arturo Gutiérrez y Carmen Strauss de Gutiérrez. Está casado con Wencke de Gutiérrez desde 1978 y tiene cuatro hijos.
Estudió Administración de Empresas y Economía en la Universidad Francisco Marroquín en Guatemala. Desde muy joven ha disfrutado la lectura y ha tenido gran interés en la historia de Guatemala y del mundo, así como en la filosofía y la ciencia política contemporáneas, lo que le ha llevado a participar en foros internacionales con analistas y consultores de alto reconocimiento internacional, en programas virtuales, presenciales y a través de la televisión.
Desde muy joven ha sido muy deportista, convencido de la importancia de la salud mental y física de las personas en la sociedad. Durante su vida ha participado en competencias de natación, esquí acuático, waterpolo, artes marciales, levantamiento de pesas y carreras automovilísticas. Consideró de máxima importancia impulsar los esfuerzos de la juventud para participar en todo tipo de disciplinas deportivas.
Por muchos años ha promovido a Guatemala a través de foros internacionales porque conoce la realidad nacional cargada de pobreza e inequidad, pero también de enorme potencial para su desarrollo.
Como parte de ello ha promovido la lucha por los derechos y la dignificación de los Guatemaltecos migrantes que viven en los Estados Unidos de América, habiendo presentado propuestas viables ante representantes del Congreso y Senado de dicho país en búsqueda de soluciones legales y humanas para ellos.

## Carrera profesional
En 1984 fundó con su padre el consorcio Guatemalteco-Canadiense XELA Enterprises LTD, el cual preside desde hace más de quince años. Sus empresas se dedican principalmente a la producción, venta y distribución de productos alimenticios en Guatemala, Estados Unidos, Canadá, Venezuela y otros países. Su enfoque ha sido desde un principio desarrollar empresas que generen muchos empleos con proyección social y buscando la protección de los recursos naturales y del ambiente.

## Carrera política
En junio de 2008 Juan Guillermo Gutiérrez asumió la secretaría general del Partido de Avanzada Nacional en donde promovió un movimiento político "incluyente, diferente y muy propositivo". Participó en las elecciones presidenciales de Guatemala de 2011 en donde quedó en séptimo lugar.
En febrero de 2015 Juan Guillermo fue reelecto Secretario General del Partido de Avanzada Nacional En su discurso, Gutiérrez dijo que el partido se enfocaría a combatir la corrupción y pobreza del país.

### Elecciones de 2011
En junio de 2011 oficializa su precandidatura a la Presidencia de Guatemala, y en mayo del mismo año recibe la credencial que le otorga el Tribunal Supremo Electoral que lo acreditaba como candidato a Presidente de Guatemala en la elecciones generales de 2011 por el Partido de Avanzada Nacional, las elecciones fueron celebradas el 11 de septiembre de 2011, y según los datos oficiales del Tribunal Supremo Electoral, Juan Gutiérrez quedó en el séptimo puesto con un total de votos de 121.964 que representa un 2.76% del total de votos. Juan Gutiérrez no logró pasar a segunda vuelta.

### Elecciones de 2015
El 24 de mayo de 2015 se realizó la Asamblea Nacional extraordinaria del Partido de Avanzada Nacional, en donde Juan Gutiérrez fue proclamado de nuevo candidato a la Presidencia de la República en conjunto con el abogado Manuel Alfredo Marroquín Pineda candidato a la Vicepresidencia. Esto para participar en las Elecciones generales de Guatemala de 2015 que se realizarían el 6 de septiembre de 2015.

## Después de la política
Siguió ejerciendo como secretario general del Partido de Avanzada Nacional hasta noviembre de 2018. Desde 2017 reside en Canadá donde tenía un arraigo por un juicio que se estaba llevando en su contra por una denuncia de su hermana al haber tomado dinero de una empresa familiar para financiar su campaña electoral de 2011. Ella logró una sentencia en contra de él, en 2015, en la que debía devolver el dinero tomado. Sin embargo, no cumplió y ella denunció a su empresa y en octubre de 2022 Gutiérrez fue condenado a 30 días de prisión en Ontario, Canadá por haber lesionado los intereses de su hermana y socia de empresa.